# Diablo 15 Year Anniversary
The Music Of Diablo 1996 – 2011: Diablo 15 Year Anniversary lub Diablo 15 Year Anniversary – kompilacja, zawierająca wybrane utwory ze ścieżek dźwiękowych z gier Diablo, Diablo II, dodatku Diablo II: Lord of Destruction oraz Diablo III. Muzyka została skomponowana przez Matta Uelmena, natomiast sam album został wyprodukowany przez Russella Browera. Po raz pierwszy wydano go 21 października 2011 roku płycie CD jako ekskluzywną edycję limitowaną dostępną w sklepie Blizzarda podczas BlizzConu 2011. Oficjalnie kompilacja została wydana przez Blizzard Entertainment 15 maja 2012 roku na płycie CD i do cyfrowego ściągnięcia na stronie iTunes (w formacie m4a). Limitowana edycja dostępna na BlizzCon w porównaniu do wersji standardowej (cyfrowej) zawiera dwa dodatkowe utwory koncepcyjne z Diablo III: „Lord” i „Hydra”.

## Formaty i listy utworów
CD (edycja limitowana):
| Nr  | Tytuł utworu                           | Długość |
| --- | -------------------------------------- | ------- |
| 1.  | „Diablo Intro”                         | 1:43    |
| 2.  | „Tristram”                             | 7:41    |
| 3.  | „Dungeon”                              | 4:23    |
| 4.  | „Catacombs”                            | 5:59    |
| 5.  | „Caves”                                | 4:56    |
| 6.  | „Hell”                                 | 4:08    |
| 7.  | „Ancients” (Lord of Destruction Intro) | 1:47    |
| 8.  | „Fortress”                             | 4:49    |
| 9.  | „Ice Caves”                            | 4:39    |
| 10. | „Siege”                                | 6:47    |
| 11. | „Maggot”                               | 2:22    |
| 12. | „Harem”                                | 3:45    |
| 13. | „Temple”                               | 4:33    |
| 14. | „Sewer”                                | 3:57    |
| 15. | „Docks”                                | 2:07    |
| 16. | „Halls”                                | 3:30    |
| 17. | „Kurast”                               | 5:12    |
| 18. | „Lord” (Diablo III Concept Music)      | 3:31    |
| 19. | „Hydra” (Diablo III Concept Music)     | 1:35    |
|     |                                        | 1:17:24 |

CD, digital download:
| Nr  | Tytuł utworu                           | Długość |
| --- | -------------------------------------- | ------- |
| 1.  | „Diablo Intro”                         | 1:43    |
| 2.  | „Tristram”                             | 7:41    |
| 3.  | „Dungeon”                              | 4:23    |
| 4.  | „Catacombs”                            | 5:59    |
| 5.  | „Caves”                                | 4:56    |
| 6.  | „Hell”                                 | 4:08    |
| 7.  | „Ancients” (Lord of Destruction Intro) | 1:47    |
| 8.  | „Fortress”                             | 4:49    |
| 9.  | „Ice Caves”                            | 4:39    |
| 10. | „Siege”                                | 6:47    |
| 11. | „Maggot”                               | 2:22    |
| 12. | „Harem”                                | 3:45    |
| 13. | „Temple”                               | 4:33    |
| 14. | „Sewer”                                | 3:57    |
| 15. | „Docks”                                | 2:07    |
| 16. | „Halls”                                | 3:30    |
| 17. | „Kurast”                               | 5:12    |
|     |                                        | 1:12:18 |